# Hahncappsia marculenta
Hahncappsia marculenta là một loài bướm đêm trong họ Crambidae.